# Konrad Ferdinand Bieber
Konrad Ferdinand Bieber (* 24. März 1916 in Berlin; † 8. März 2006 in Faulkeways, Gwynedd PA, Montgomery County) war ein deutsch-amerikanischer Romanist.

## Leben
Konrad Bieber war der Sohn des Literaturwissenschaftlers Hugo Bieber. Er emigrierte 1933 als Verfolgter des NS-Regimes mit seinen Eltern nach Paris, machte dort 1934 Abitur und studierte an der Sorbonne (Licence ès Lettres 1938). Von 1941 bis 1944 war er bei Montauban Mitglied der Résistance. Er wurde gefangen genommen und kam in das Frontstalag 181 in Saumur.
1947 ging er zu seinen Eltern in die Vereinigten Staaten, studierte Französisch an der Yale University und wurde 1953 promoviert. Am Connecticut College for Women in New London begann er 1953 als Assistenzprofessor, wurde 1957 Associate Professor und war von 1960 bis 1968 Full Professor für Französisch. 1968 wechselte er an die Stony Brook University (State University of New York) auf den Lehrstuhl für Französisch und Komparatistik, den er bis zu seiner Emeritierung 1986 innehatte.

## Veröffentlichungen
- L'Allemagne vue par les écrivains de la Résistance française. Droz, Genf und Giard, Lille 1954. (Vorwort von Albert Camus)
- Simone de Beauvoir. Twayne, Boston 1979.
- (Übersetzer) Lucie Aubrac: Outwitting the Gestapo. University of Nebraska Press, Lincoln, Nebraska und London 1994. (Einführung von Margaret Collins Weitz)